# 梁湖街道
梁湖街道是中华人民共和国浙江省紹興市上虞区下辖的一个街道办事处。
2017年7月23日，浙江省人民政府批复同意撤销梁湖镇建制，其行政区域改由绍兴市上虞区政府直辖。
2017年8月7日，绍兴市人民政府批复同意在原梁湖镇行政区域内设立梁湖街道办事处。

## 行政区划
梁湖街道下辖以下村级行政区划单位：
梁湖社区、洪山湖社区、华东社区、禄泽社区、华山社区、华光社区、大厍社区、外梁湖村、古里巷村、拗花村、南穴村、任庄村、花浦村、吴家楼村、玩石村、倪家堡村、西华瑶村、前旺塘村、方梁岙村、皂李湖村和潘家陡村。